# Promesocentrus tricolor
Promesocentrus tricolor är en stekelart som beskrevs av Van Achterberg 1995. Promesocentrus tricolor ingår i släktet Promesocentrus och familjen bracksteklar. Inga underarter finns listade i Catalogue of Life.